# Leo Arnoldi

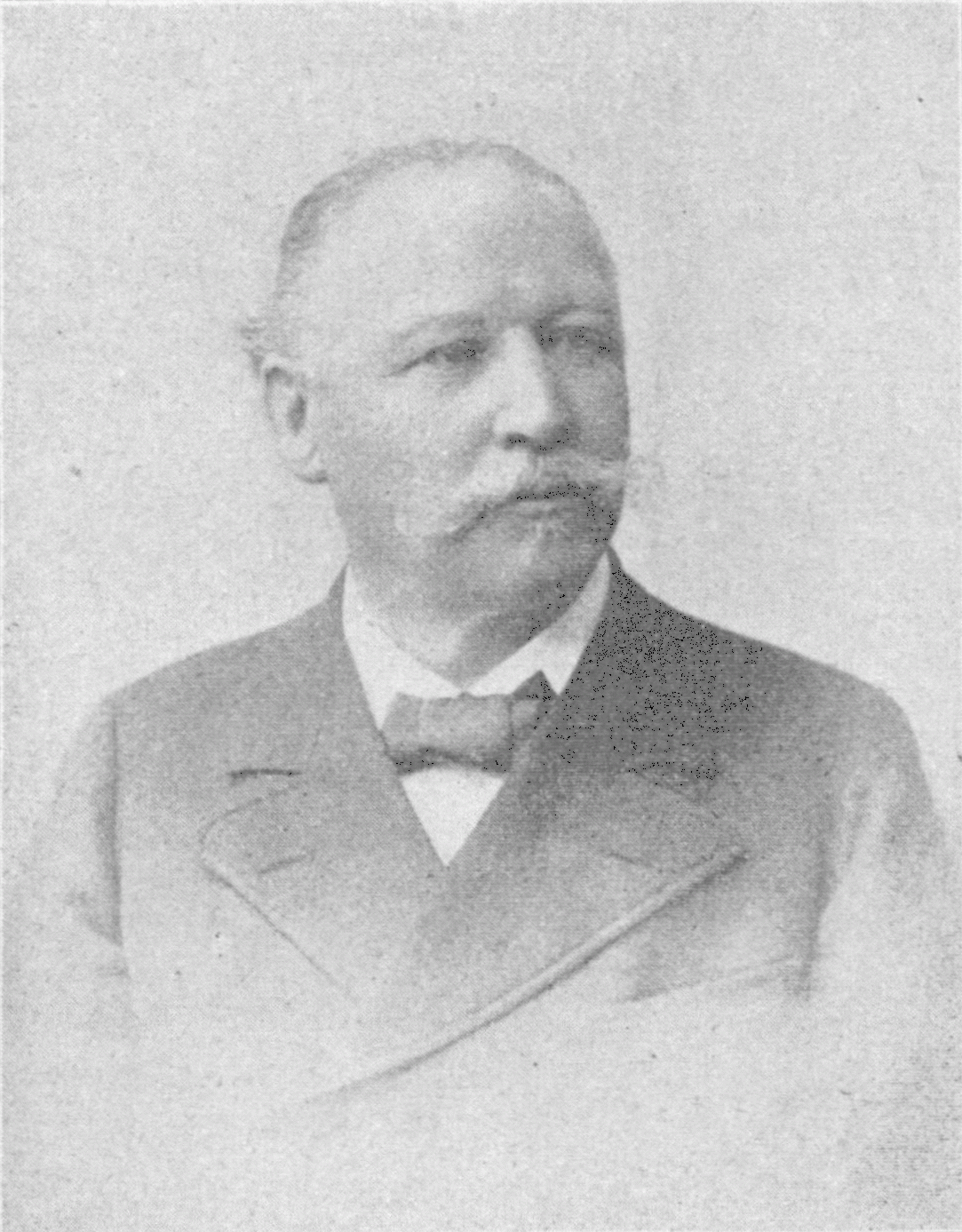
Leo Arnoldi (Hof-Atelier Adele, Wien)
Oesterreichische Illustrirte Zeitung, 1898

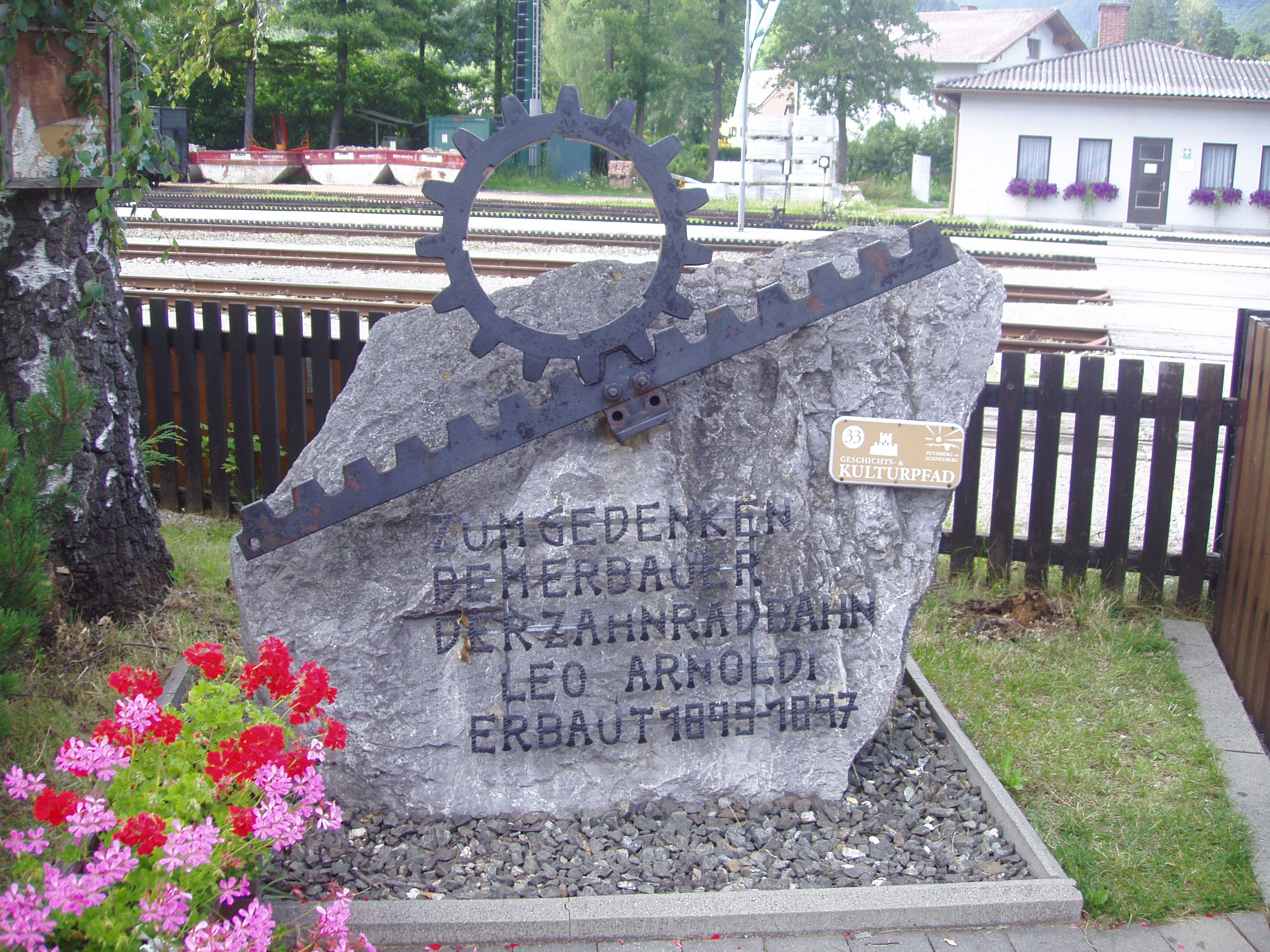
Leo-Arnoldi-Gedenkstein in Puchberg am Schneeberg

Leo Arnoldi, auch Leo de Arnoldi (* 29. April 1843 in Arnsberg, Westfalen; † 4. Mai 1898 in Wien, gebürtig Leo von Arnoldi) war ein deutscher Eisenbahn-Bauingenieur und Unternehmer.

## Leben
Der Sohn eines Beamten war bis 1865 aktiver Offizier in preußischen Diensten und war nach seinem Abschied während eines achtjährigen Aufenthaltes in Südbrasilien als Landvermesser tätig. Er führte während dieser Zeit als Ingenieur zahlreiche Straßen- und Wasserbauten aus, im Jahre 1869 erhielt Arnoldi die brasilianische Staatsbürgerschaft. Nach Deutschland zurückgekehrt leitete er große Bahn- und Tunnelbauten in Thüringen, Westfalen, im Odenwald (Krähbergtunnel, 1879–1882), im badischen Schwarzwald und in Mainz. Die Bahnstrecke Düsseldorf – Dortmund wurde ebenso von Arnoldi errichtet, wie die Wehratalbahn.
Ab 1892 wirkte er in Österreich-Ungarn, wo er an den Arbeiten am Eisernen Tor sowie bei Bahnbauten in Siebenbürgen beteiligt war. Arnoldis Firma Eisenbahn Bau- und Betriebsgesellschaft Leo Arnoldi errichtete und Betrieb zwischen 1893 und 1897 auch zahlreiche Straßenbahnbetriebe, darunter die Straßenbahn Baden bei Wien (1894), die Straßenbahn Brünn sowie die Betriebe in Marienbad, Görz und Iglau. Ebenso wurden die Strecken der Salzburger Eisenbahn- und Tramway-Gesellschaft von Leo Arnoldi erbaut und bis Jänner 1897 betrieben. Aus den von Arnoldi gebauten und betrieben Straßenbahnen und Lokalbahnen südlich von Wien entstanden die Wiener Lokalbahnen. Sein letztes und bedeutendstes Werk war ab 1895 die Erbauung der Schneebergbahn auf den Hochschneeberg. 
Leo Arnoldi erlag am 4. Mai 1898 einem Schlaganfall und wurde seinem letzten Wunsch gemäß in Puchberg am Schneeberg mit Blick auf den Berg bestattet.

### Fortführung des Unternehmens
Seine Söhne Carlos (Karl) und Alwin Arnoldi führten die Geschäfte ihres Vaters weiter, verlegten sich jedoch zunehmend auf den Straßen- und Wasserbau. Zu den in der Zeit nach dem Tode des Firmengründers errichteten Bahnen zählte die St. Pöltner Straßenbahn. Die Vorkonzession für die Pinkatalbahn erhielt das Unternehmen im Mai 1919. Die Bauunternehmung war zudem u. a. am Bau der II. Wiener Hochquellenwasserleitung und der Großglockner-Hochalpenstraße beteiligt, sie existierte mindestens bis in die 1950er Jahre.

## Eisenbahnbauten

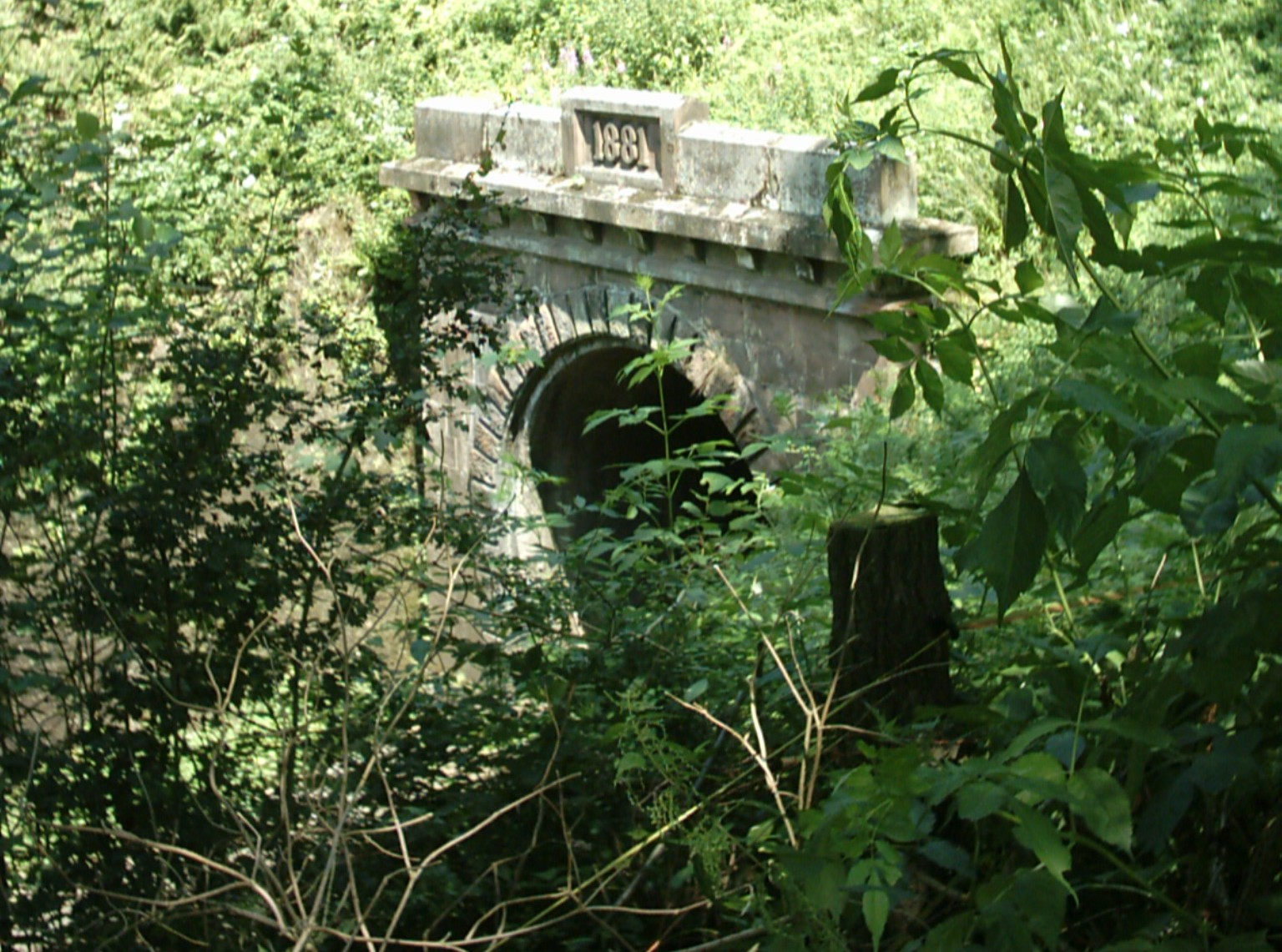
Krähbergtunnel (1881), Westportal im Jahr 2005
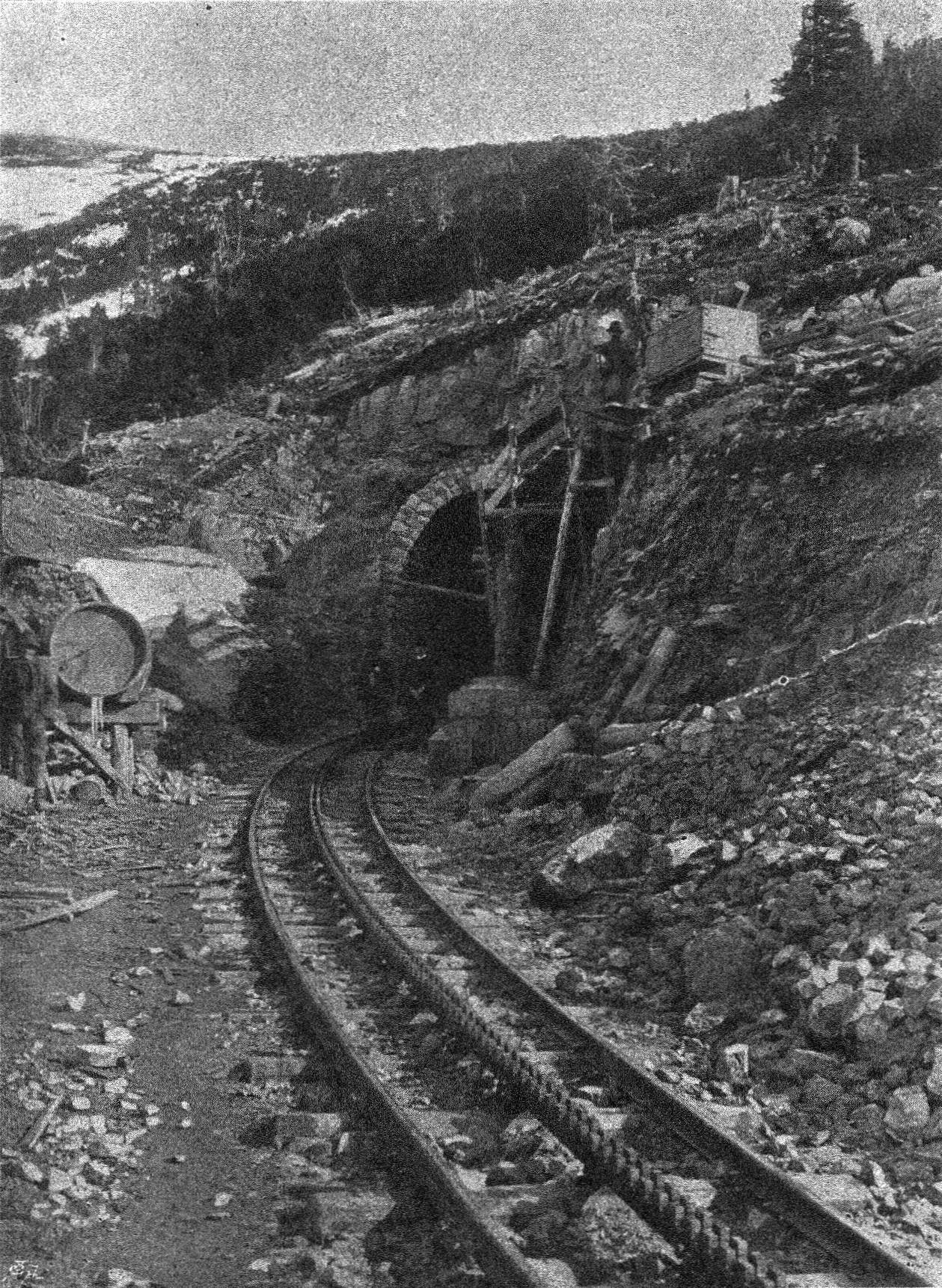
Erster Schneebergbahn-Tunnel (in Arbeit 1897)
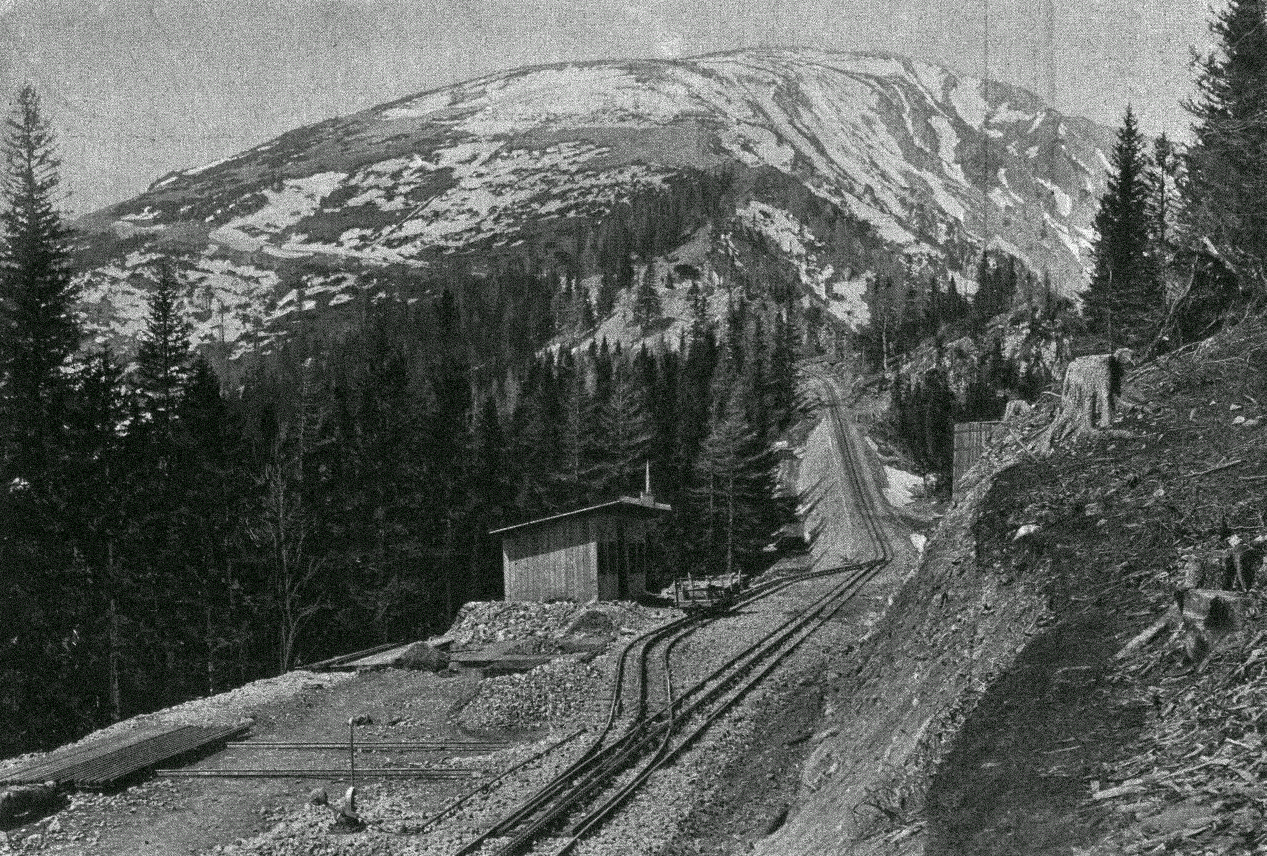
Station Baumgartner der Schneebergbahn (1897)

### Text-Ausschnitte

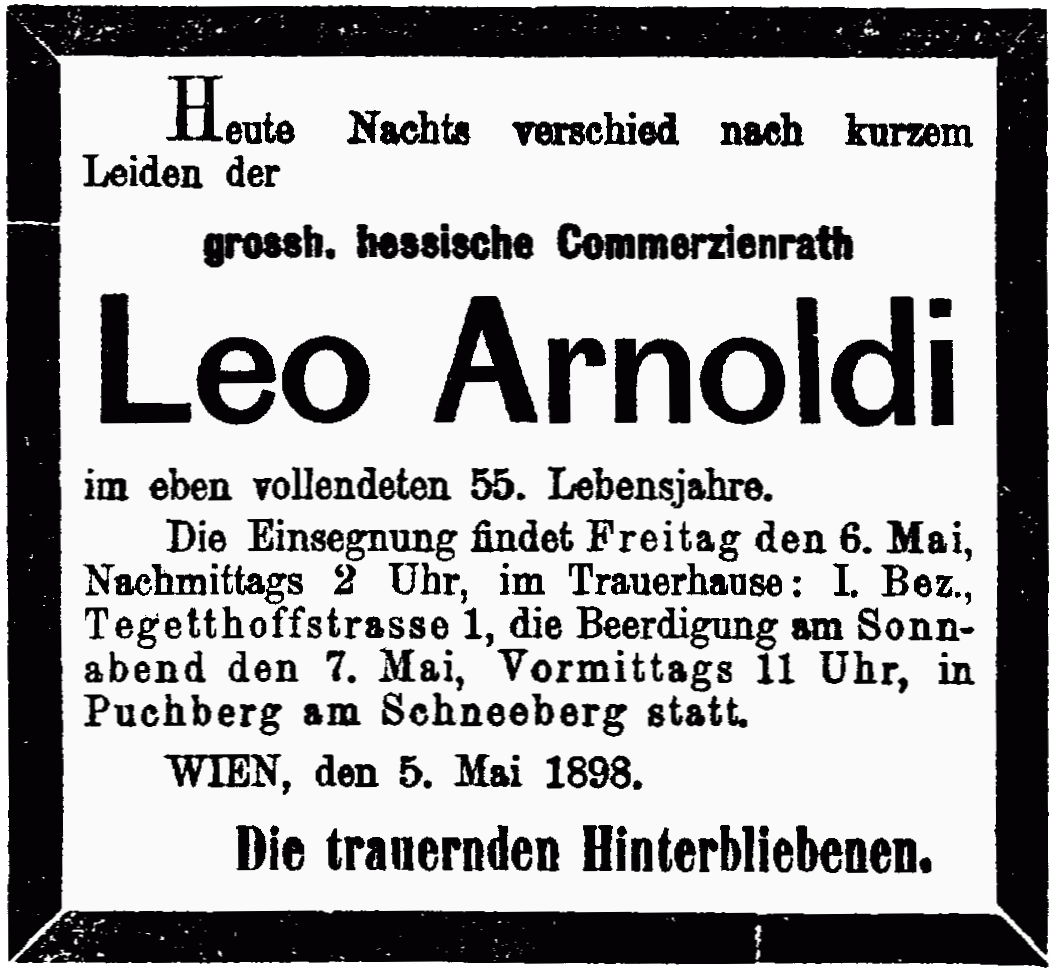
Todesanzeige der Familie (Neue Fr. Pr., 5. Mai 1898)
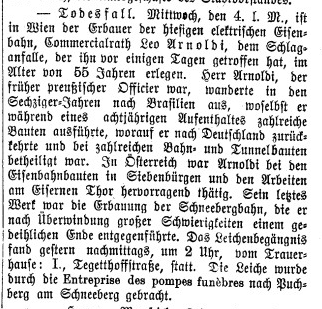
Badener Zeitung vom 7. Mai 1898